# Heraldischer Verein
Ein Heraldischer Verein dient der Pflege der Heraldik, das heißt der Wappenkunde, Wappenkunst und des Wappenrechts. Fast alle heraldischen Vereine sind auch genealogische Vereine (aber nicht umgekehrt).

## Geschichte
Heraldische Vereine wurden im deutschsprachigen Raum vor allem im späten 19. und frühen 20. Jahrhundert gegründet. Träger waren Adel (bzw. in der Schweiz Patriziat) und höheres Bürgertum. Neben der Heraldik widmeten sich die allermeisten dieser Vereine auch der Genealogie und anderen verwandten Gebieten. Durch ihre Tätigkeit trugen sie zum erheblichen Aufschwung der Heraldik und Genealogie im späten 19. und im 20. Jahrhundert bei.
Mit Abschaffung der Heroldsämter in den deutschen Bundesstaaten und Österreich endete in den Jahren 1918 bis 1920 der staatliche Einfluss auf die persönliche Wappenführung und Registrierung – sofern nicht staatliche Wappen zu persönlichem Gebrauch (Wappenannahme, Werbung) übernommen werden. Die meisten Vereine, insbesondere der Verein Herold und der Heraldischen Verein „Zum Kleeblatt“ führen ähnlich wie die abgeschafften Heroldsämter „Wappenrollen“, d. h. Verzeichnisse der von ihnen registrierten Wappen. Bei der Registrierung überwachen die Vereine, dass die aufgenommenen Wappen den heraldischen Regeln entsprechen. In einigen ausländischen Staaten bestehen hingegen noch heute staatliche Einrichtungen, die für die Ordnung des Wappenwesens zuständig sind.

## Vereine im deutschsprachigen Raum
- HEROLD, Verein für Heraldik, Genealogie und verwandte Wissenschaften zu Berlin (seit 1869).
- Heraldisch-Genealogische Gesellschaft „Adler“ in Wien (seit 1870).

- Heraldischer Verein „Zum Kleeblatt“ von 1888 zu Hannover e. V. (seit 1888).
- Schweizerische Heraldische Gesellschaft SHG (gegründet in Neuenburg (Neuchâtel) 1891)
- Roland in Dresden (1902–1945).
  - Deutscher Roland in Berlin (Abspaltung des Roland 1913–1953).
- Genealogisch-Heraldische Gesellschaft Zürich (seit 1925).
- Gilde der Zürcher Heraldiker (gegründet am 1. August 1930)

## Heraldische Gesellschaften
Insbesondere in den angloamerikanischen Ländern haben sich staatliche Wappenregister (Heraldic Authority) erhalten, denen oft eine Heraldische Gesellschaft (Heraldic Society) zur wissenschaftlichen Beratung beigeordnet ist. Diese vom Herold konsultiert.
Einige bedeutende heraldische Gesellschaften sind:
- The Heraldry Society
- The White Lion Society
- Royal Heraldry Society of Canada
- Cambridge University Heraldic & Genealogical Society
- Heraldry Society of Africa
- Heraldry Society of Scotland
- American Heraldry Society
- American College of Heraldry
- Heraldry Society (New Zealand Branch)
- Societas Heraldica Scandinavica
- Académie internationale d’héraldique
- Société française d’héraldique et de sigillographie